# 爱情呼叫转移

电影海报

《爱情呼叫转移》是中国大陆的爱情喜剧电影，由徐峥领衔主演，于2006年10月19日正式开机，12月底杀青，2007年2月8日全国公映，姐妹篇为《命运呼叫转移》。

## 剧情梗概
《爱情呼叫转移》由张建亚执导，徐峥、刘仪伟、范冰冰、黄圣依等主演，讲述一个好男人的花心之旅，经历过“七年之痒”后，与发妻离婚分手，机缘巧合得到一部有神奇力量的手机，这部手机让男人经历了与12个如花似玉的不同星座的女人的恋爱，逐渐开了男人爱情观的窍。

## 制作人员
- 导演：张建亚 林錦和
- 编剧：刘仪伟、束焕

## 演员名单
主演
- 徐　峥 饰 徐朗
- 刘仪伟 饰 天使
- 宁　静 饰 潘文琳
- 白　冰 饰 周心蕊
- 伊能静 饰 梁惠君
- 车永莉 饰 阿梅
- 沈　星 饰 庞琨
- 宋　佳 饰 罗燕燕
- 范冰冰 饰 陈小雨
- 葛　優
- 姜宏波 饰 妻子
- 秦海璐 饰 高菲
- 黄圣依 饰 龙小虾
- 龚蓓苾 饰 女医
- 瞿　颖 饰 李苗

客串
- 孔祥东
- 黄健翔
- 陈鲁豫
- 葛存壮
- 王思懿
- 丛　珊
- 吕　行
- 代乐乐
- 于黛琴

## 歌曲
主题曲：《爱情转移》

作词：林夕

作曲：Christopher Chak

演唱：陈奕迅

注：这首歌曲的粤语版本名为《富士山下》